# Mogorosi
Mogorosi is een dorp in het district Central in Botswana. De plaats telt 2716 inwoners (2011).